# B&R Industrial Automation
Die B&R Industrial Automation GmbH ist ein österreichisches Technologieunternehmen der Automatisierungstechnik und Teil der ABB-Gruppe mit Hauptsitz in Eggelsberg bei Braunau in Oberösterreich und wurde 1979 gegründet.   Das Unternehmen bietet  Gesamtlösungen in den Bereichen Maschinen- und Fabrikautomation, Antriebs- und Steuerungstechnik, Visualisierung und integrierte Sicherheitstechnik sowie Lösungen für die Kommunikation im Industrial IoT – allen voran OPC UA, POWERLINK und der offene Standard openSAFETY an. Das Unternehmen beschäftigt  weltweit 4.600 Mitarbeiter, davon rund 3.200 in Österreich. Im Juli 2017 wurde B&R von ABB übernommen und ist seitdem Teil der ABB-Division Robotics & Factory Automation.

## Geschichte
B&R wurde 1979 als Bernecker + Rainer Industrie-Elektronik GmbH gegründet. Ein Jahr später erfolgte die erste frei programmierbare Steuerung. In den folgenden Jahren wurden Tochtergesellschaften in Deutschland, der Schweiz, Italien, den USA, den Niederlanden und Großbritannien gegründet. Im Jahr 1989 wurde der Industrie-PC 2000 eingeführt und zwei Jahre später das erste modulare Bedienpanel vorgestellt. 1996 expandierte das Unternehmen in die Märkte China und Indien. 1997 wurde die Automatisierungssoftware Automation Studio eingeführt, 1999 die ersten Servomotoren und 2004 das modulare Steuerungssystem X20. 2010 wurde die MONDIAL Electronic GmbH übernommen. Im Jahr 2012 wurde das Multitouch-Panel und ein Jahr später der ACOPOSmotor eingeführt. Seit Juli 2017 ist das Unternehmen Teil der ABB-Gruppe mit weltweit mehr als 100.000 Mitarbeitern. Der Einstieg in die Vision-Systeme erfolgte 2018. 2020 wurde  der niederländische Delta-Roboter-Anbieter Codian übernommen und drei Jahre später vollständig integriert. 2021 kam ACOPOS 6D auf den Markt: Das Transportsystem basiert auf dem Prinzip der Magnetschwebetechnik. Im gleichen Jahr wurde Jörg Theis neuer CEO von B&R. Im Jahr 2022 eröffnete der Innovations- und Bildungscampus. Aufgrund von Auftragsrückständen, bedingt durch veränderte Lieferketten in der Corona-Pandemie hat B&R eine spezielle Wochenendschicht entwickelt. Dieses neue Schichtmodell war nach Ansicht des Unternehmens ein Erfolg und es gab zahlreiche Bewerber, weil viele nur am Samstag und Sonntag arbeiten wollten. Seit mehreren Jahren unterstützt B&R Talente und zukünftige Ingenieure beim jährlichen Makeathon auf Gran Canaria bei Forschungsprojekten. 2024 erfolgte die Übernahme von Meshmind, einem Unternehmen, das sich mit KI beschäftigt. Damit will B&R seine Rolle im Bereich der KI-basierten Robotik und Automatisierung ausbauen.
Im August 2024 gibt B&R bekannt, dass in Österreich in der Administration bis zu 240 Stellen abgebaut werden sollen.

## Nachhaltigkeit
B&R hat  früh auf Automatisierungslösungen gesetzt, die den Kunden helfen sollen, ihren CO₂-Fußabdruck zu reduzieren. Am Hauptsitz in Eggelsberg wurde die hauseigene Photovoltaikanlage bereits 2019 auf 1,5 MW ausgebaut und 2023 nochmals erweitert. Im Zuge des Ausbaus wurde die Elektroautoflotte vergrößert, ausschließlich Ökostrom bezogen und der Ausstieg aus der Gasversorgung beschlossen. Dadurch sollen rund 450 Tonnen CO₂ pro Jahr eingespart werden. Bis 2030 will das Unternehmen klimaneutral werden. Für dieses Projekt wurde B&R mit dem klimaaktiv-Preis ausgezeichnet.

## Standorte
Der Hauptsitz des Unternehmens befindet sich in Eggelsberg (Oberösterreich). Erstmals wurde 1987 das Firmengebäude auf 7.000 m² erweitert. Ab 1990 gab es immer wieder Erweiterungen der Betriebsfläche: Im Jahr 2000 erweiterte das Unternehmen erstmals seinen Hauptsitz um ein zusätzliches Produktionswerk mit einer Fläche von 10.000 m². 2022 eröffnete der Innovations- und Bildungscampus, wodurch die Gesamtfläche des Unternehmens auf rund 100.000 m² anwuchs. Die Investitionen für den Ausbau im Jahr 2022 betrugen rund 100 Mio. Euro. B&R ist weltweit mit über 200 Niederlassungen in mehr als 70 Ländern vertreten. Auf der Website des Unternehmens ist eine  Suche nach den Niederlassungen möglich.

Entwicklung des Firmengeländes
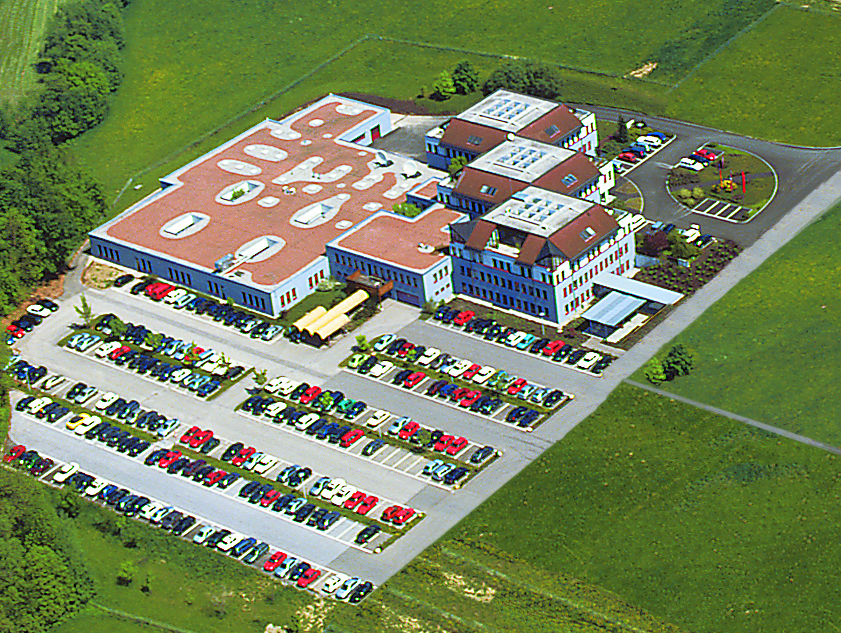
1987: Firmengebäude in Eggelsberg wuchs auf 7.000 m²
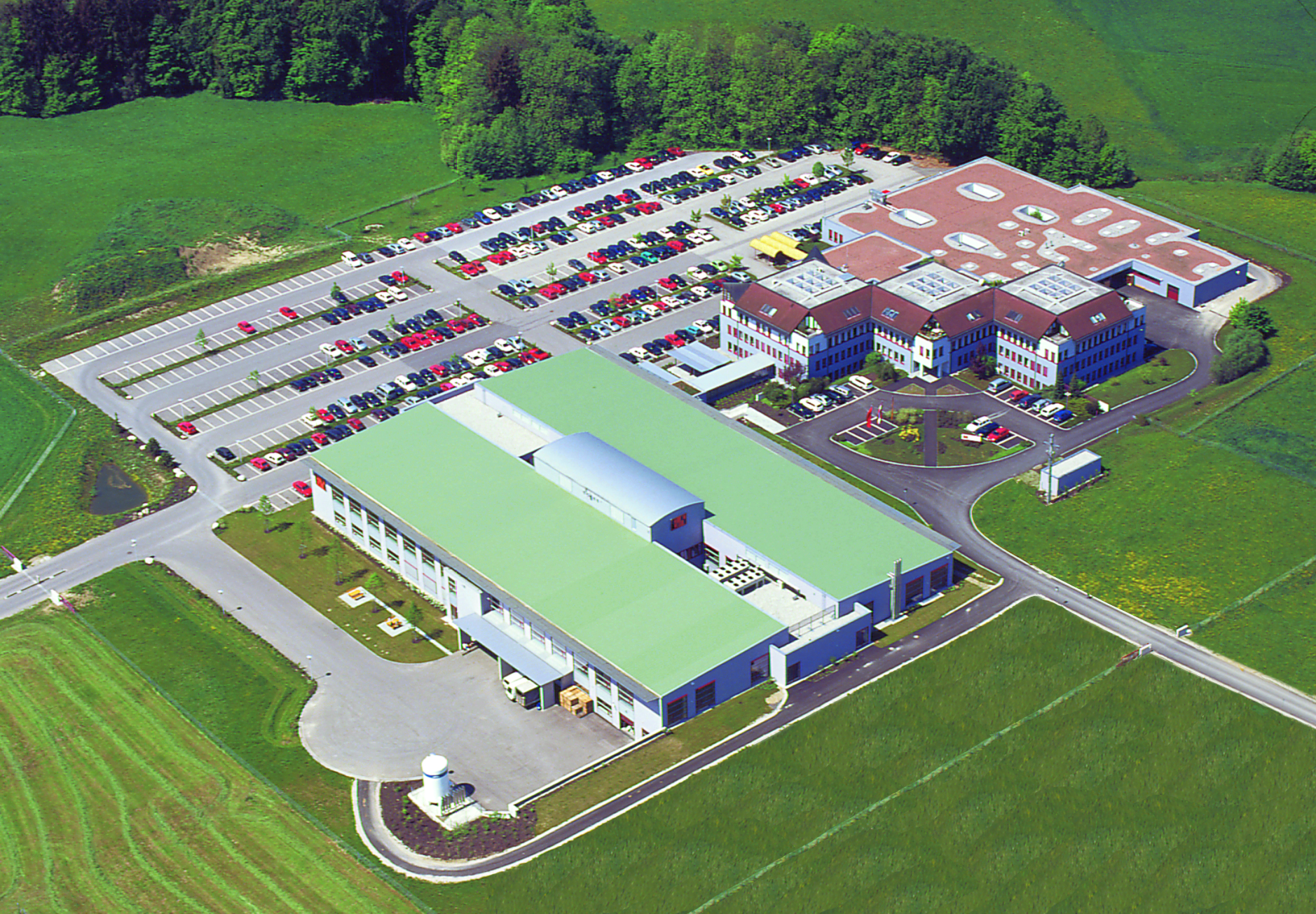
2000: Ausbau auf 17.000 m² Büro- und Produktionsfläche
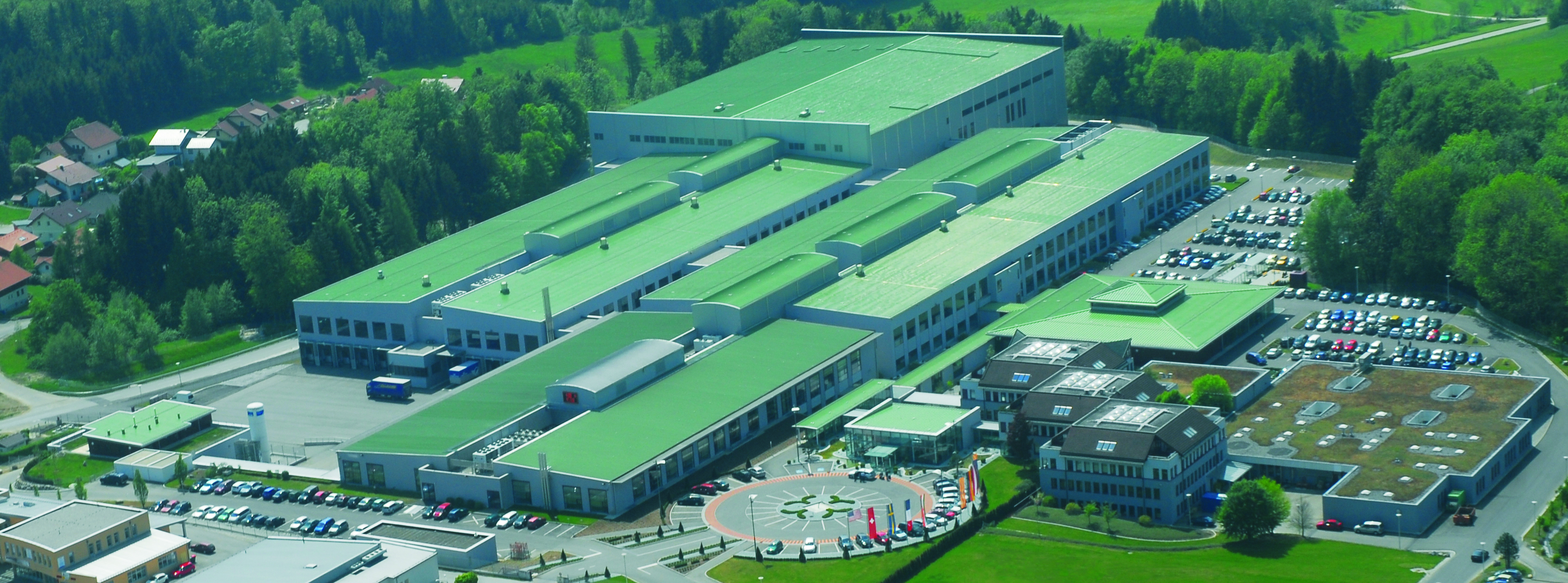
2009: Erweiterung auf 65.000 m² Produktion, Hochregallager, Automation Academy
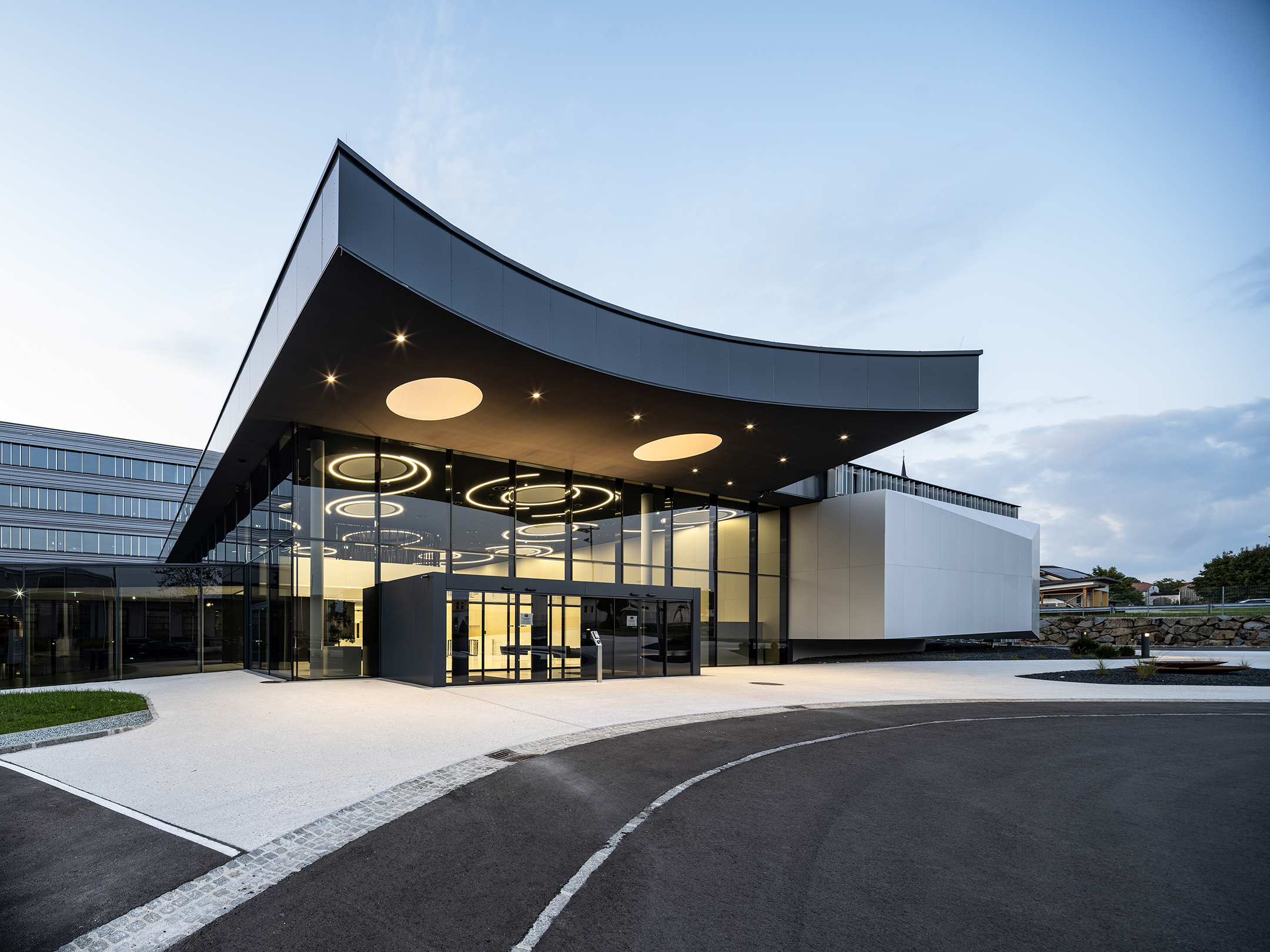
B&R – Headquarters, Campus (2021)
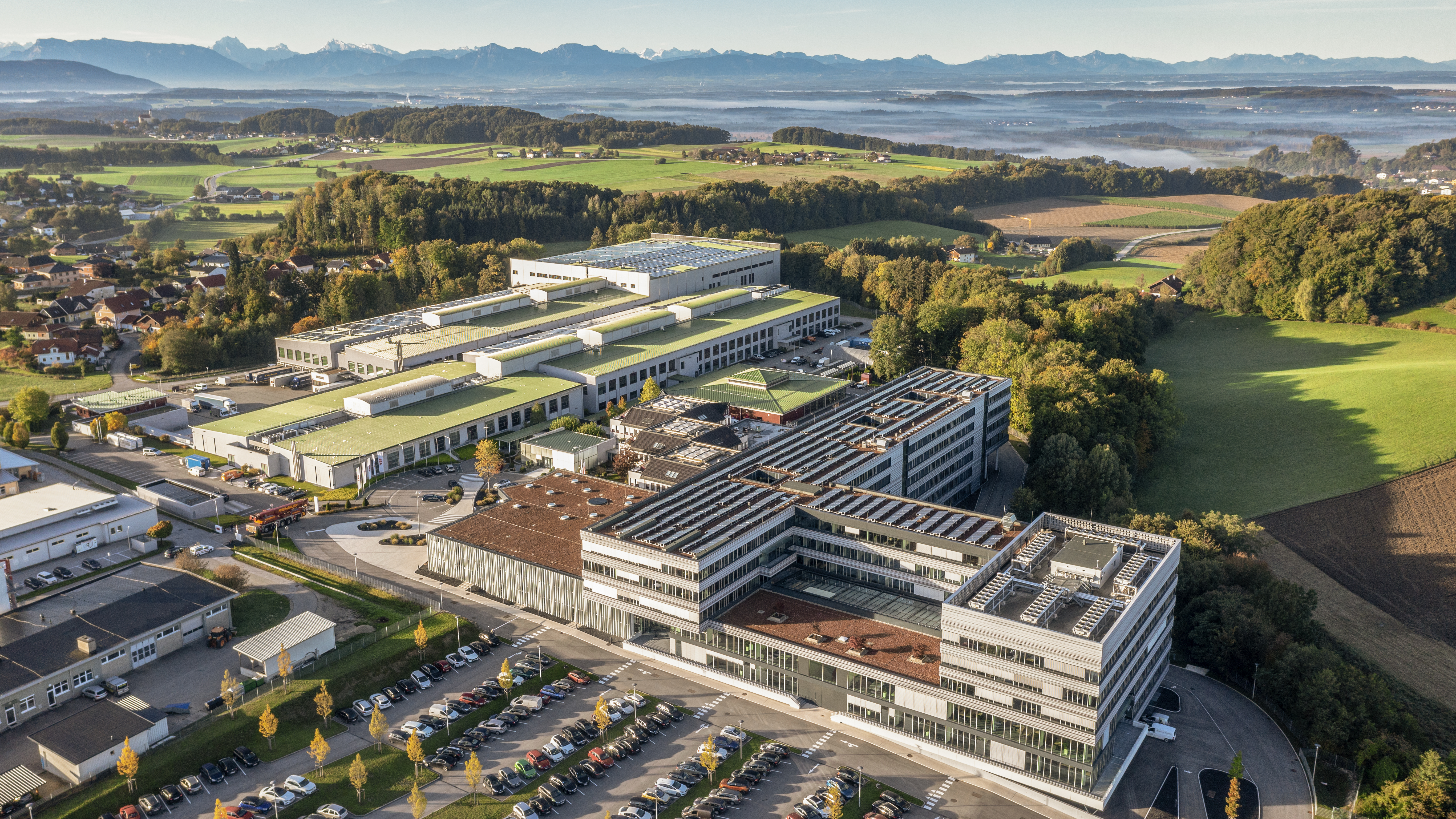
B&R – Luftaufnahme Hauptsitz Eggelsberg, OÖ (2024)

## Produkte
Zu den Produkten von B&R zählen u. a.: Planetengetriebe, Speicherprogrammierbare Steuerungen, Industrie-PCs, Embedded-PCs, Handbediengeräte, Bedientableaus, Industrieterminals, Servoverstärker, Frequenzumrichter, Drehstrom-Synchronmotoren, Servomotoren, Sicherheitstechnik, Prozessleittechnik, Echtzeit-Betriebssysteme und Entwicklungswerkzeuge. Darüber hinaus stehen Lösungen in den Bereichen Mobile Automation, Langstatorlinearmotoren, Mechatronische Systeme sowie Robotik – zum Beispiel Delta-Roboter – zur Verfügung.

## Belege
1. ↑  ABB completes acquisition of B&R. 6. Juli 2017, abgerufen am 7. Juli 2017 (englisch).
2. ↑  ABB kauft OÖ. Automatisierer mit 3.000 Mitarbeitern auf ORF vom 4. April 2017, abgerufen am 4. April 2017.
3. ↑  B&R: Über uns/
4. ↑  Nachrichten.at: B&R übernahm Mondial
5. ↑  trend.at Unternehmensprofil der ABB-Gruppe
6. ↑  B&R - Das Auge der Maschine
7. ↑  B&R - Bildverarbeitungsprojekte einfach umsetzen
8. ↑  ABB erweitert Portfolio an Hochgeschwindigkeits-Industrierobotern mit Übernahme von Codian
9. ↑  B&R - Eine neue Ära der Fertigung
10. ↑  Technik und Wissen: Mit Magnetschwebe-Technologie zum ultraflexiblen Produkttransport
11. ↑  Wir Automatisierer: B&R ermöglicht freie Bewegung in der Fläche
12. ↑  ABB ernennt Jörg Theis zum Leiter von B&R
13. ↑  ABB eröffnet globalen Innovations- und Bildungscampus für Maschinenautomation bei B&R in Österreich
14. ↑  Ein Jahr Wochenendschicht bei B&R
15. ↑  Mehr als 600 Bewerber:innen für temporäre Wochenend-Schicht bei B&R
16. ↑  Kronen Zeitung: Wunsch nach Verlängerung der Zwei-Tage-Woche
17. ↑  MeinBezirk.at: B&R übernimmt 105 Mitarbeiter in Regulärbetrieb
18. ↑  Tips Braunau: Ein Jahr Wochenendschicht bei B&R übertraf alle Erwartungen
19. ↑  Factory, WEKA Industrie Medien: Wochenendschicht bei B&R übertrifft Erwartungen
20. ↑  B&R - Wenn der Roboter den Müll sortiert
21. ↑  B&R unterstützt drei Teams beim Smart Green Island Makeathon
22. ↑  B&R - Junge Ingenieure recyceln Batterien zur Herstellung von grünem Wasserstoff
23. ↑  ABB übernimmt F&E-Engineering-Unternehmen, um KI- und software-gestützte Automatisierung weiter voranzutreiben
24. ↑  ABB acquires R&D engineering company to further advance AI and software-driven automation
25. ↑  B&R baut in Österreich bis zu 240 Stellen ab orf.at, 9. August 2024, abgerufen am 9. August 2024.
26. ↑  B&R erweitert Photovoltaikanlage auf 1,5 Megawatt
27. ↑  BB&R Leiterplattenwerk in Eggelsberg wird durch neue Industriewärmepumpen unabhängig von Erdgas
28. ↑  OÖ Nachrichten: Weg von Erdgas - B&R setzt auf Wärmepumpen und E-Mobilität
29. ↑  Factory, WEKA Industrie Medien: B&R - Warum das Leiterplattenwerk in Eggelsberg auf Erdgas verzichten kann
30. ↑  klimaaktiv-Preis für B&R
31. ↑  MeinBezirk.at: Klimaaktiv-Preis für B&R
32. ↑  Klimaschutzministerium zeichnet 22 Vorzeigebetriebe aus
33. ↑  B&R Standorte